# Henry Patten
Henry Patten (n. 6 mai 1996, Colchester, Anglia, Regatul Unit) este un jucător britanic de tenis. Cea mai bună clasare a sa la simplu este locul 462 mondial, în septembrie 2022, iar la dublu, locul 12 mondial, în august 2024.  Patten a câștigat patru titluri de dublu în carieră în circuitul ATP, inclusiv două titluri de Grand Slam la Wimbledon 2024 și Australian Open 2025, toate alături de finlandezul Harri Heliövaara.